# ثقاف بن عمرو العدواني
ثقاف بن عمرو العدواني من المهاجرين الأولين من الصحابة، أسلم قبل الهجرة، وشهد بدرًا وأحدًا والخندق وخيبر، وتوفي أخوه مالك بن عمرو العدواني في غزوة بدر.

## نسبه
ثقاف بن عمرو العدواني من حجر بن عِيَاذ بن يَشْكُر بن عَدْوان بن عمرو بن قيس عيلان بن مضر بن نزار بن معد بن عدنان.

## وفاته
توفي في غزوة خيبر في محرم 7 هـ.